# Sociaal Werk Nederland
Sociaal Werk Nederland is de landelijke werkgeversorganisatie voor organisaties werkzaam binnen de sociale sector in Nederland. De vereniging (voorheen MOgroep) komt voort uit de VOG (de werkgeversvereniging voor instellingen in de gesubsidieerde en gepremieerde sector) en opereerde van 2002 tot en met 2016 onder de naam MOgroep. Tot 1 januari 2011 maakten ook de branches jeugdzorg en kinderopvang deel uit van de MOgroep.

## Taak en functie
Sociaal Werk Nederland sluit namens haar leden in het sociaal werk een cao af, de Cao Sociaal Werk. Daarnaast behartigt de organisatie de belangen van de aangesloten leden.

## Voorzitters
Sinds 1 januari 2025 is Ad van Rijen de bestuursvoorzitter van Sociaal Werk Nederland. Hij volgde Eric Lemstra op die (interim)voorzitter was sinds januari 2022. Van 14 maart 2019 tot Januari 2022 was Eric van der Burg bestuursvoorzitter. Hij was de opvolger van Marijke Vos die van 2011 tot 2018 voorzitter van Sociaal Werk Nederland en de MOgroep was. Eerdere voorzitters waren onder anderen: de oud-Tweede Kamerleden Martin Zijlstra en Jan Nico Scholten en de hoogleraar migratie- en integratiestudies Han Entzinger.

## Geschiedenis
Eind tachtiger jaren van 20e eeuw besloten de werkgeversorganisaties op het terrein van de maatschappelijke dienstverlening (WMD), het sociaal cultureel werk (WSCW) en nog enkele kleinere landelijke werkgeversorganisaties om hun krachten te bundelen en vormden gezamenlijk de nieuwe werkgeversorganisatie VOG. In de jaren daarna wijzigde de samenstelling van de organisatie regelmatig. Onder andere de instellingen voor gezinszorg (later: thuiszorg genoemd) en de educatieve instellingen traden uit en de instellingen voor de jeugdzorg en de kinderopvang traden toe. Omdat de oude naam niet meer dekkend was voor het totaal van de aangesloten leden is in 2002 gekozen voor de naam MOgroep, dat wil zeggen de maatschappelijk ondernemers groep. Deze kende drie branches: MOgroep Jeugdzorg, MOgroep Kinderopvang, en MOgroep Welzijn & Maatschappelijke Dienstverlening.
In januari 2011 zijn de drie branches verzelfstandigd. MOgroep Jeugdzorg heet vanaf dat moment Jeugdzorg Nederland. In mei 2011 is MOgroep Kinderopvang samen met De BKN, gefuseerd tot Brancheorganisatie Kinderopvang. MOgroep Welzijn & Maatschappelijke Dienstverlening handhaafde voorlopig de naam MOgroep. In 2016 werd de naam officieel gewijzigd in Sociaal Werk Nederland.